# Feliks Pohorecki
Feliks Pohorecki lub Szczęsny Pohorecki (ur. 14 stycznia 1826 w Bliznem, zm. 20 lutego 1896 w Tarnopolu) – poseł do Sejmu Krajowego Galicji III i VII kadencji (1870-1876, 1895-1896), burmistrz Tarnopola, właściciel dóbr Dydnia.

## Życiorys
Był członkiem Centralnej Rady Narodowej. Został wybrany z IV kurii w okręgu nr 27 Dubiecko-Brzozów na posła Sejmu Krajowego Galicji III kadencji, trwającej od 1870 do 1876. Złożył mandat 13 października 1874, a na jego miejsce 24 sierpnia 1874 obrano ks. Wojciecha Stępka). Od 1894 do 1896 pełnił urząd burmistrza Tarnopola. W 1895 z III kurii w okręgu Tarnopol został wybrany na posła Sejmu Krajowego Galicji VII kadencji, trwającej od 1895 do 1901. W 1896 zmarł, a na jego miejsce 1 czerwca 1896 obrano Edwarda Rittnera.
W 1886 odznaczony złotym Krzyżem Zasługi z Koroną.
Pochowany na Cmentarzu Mikulinieckim w Tarnopolu.